# آلاکولا الا
آلاکولا الا (به لاتین: Alakola Ella) یک آبشار در سری‌لانکا است که در متاله (شهر) واقع شده‌است.